# Pontenure
Pontenure är en ort och kommun i provinsen Piacenza i regionen Emilia-Romagna i Italien. Kommunen hade 6 526 invånare (2018).